# مبنى هيلير العالمي
مبنى هيلير العالمي هو ناطحة سحاب في شيكاغو، إلينوي . مبنى يرتفع 600 قدم ( 183 م) في حي بالقرب من الحي الغربي في شيكاغو.
أنه يحتوي على 45 طابقا، واكتمل في عام 1992 واكتمل في عام  يقف مبنى هيلر الدولي حاليا منصب ال44 ، أطول مبنى في المدينة. وكانت شركة الهندسة المعمارية الذي صمم المبنى سكيدمور، أوينجز وميريل، وهي نفس الشركة التي صممت برج سيرز في شيكاغو ومركز جون هانكوك وبرج خليفة في دبي .
يقف مبنى هيلر الدولي حاليا كأطول مبنى في شيكاغو تقع إلى الغرب من نهر شيكاغو بعد سنة واحدة الانتهاء منه في عام 1993 ، وفاز بناء على «جائزة أفضل هيكل» من نقابة المهندسين الهيكلية إلينوي . تصميم المبنى دمج بنية تشبه برج فريد على الزاوية الجنوبية الشرقية لل هيكل و . برج يقف أعلى نقطة المعمارية للمبنى، ويضيء في أضواء بيضاء في الليل .

## المستأجرين
- جي اي للنقل[4]

## انظر ايضاً
- قائمة أطول المباني في شيكاغو
- هندسة شيكاغو